# Florida del Sur
Florida del Sur (South Florida en inglés) es una región estadounidense de Florida. Es una de las tres regiones "direccionales" de Florida más comúnmente referidas, las otras son Florida Central y Florida del Norte. Incluye la populosa área metropolitana de Miami, los Cayos de Florida y otras localidades. El sur de Florida es la parte más meridional de los Estados Unidos continentales y la única parte de los Estados Unidos continentales con clima tropical.
En 2014 la ciudad de South Miami aprobó una resolución para crear el estado 51 dentro de EE. UU. con el nombre de Florida del Sur. Un 24% de estadounidenses vería con buenos ojos la división. El motivo de este proyecto de división es que una parte del estado quedaría inundado por el aumento de las aguas debido al cambio climático. También habría motivos económicos.

## Área
Como ocurre con todas las regiones vernáculas, el sur de Florida no tiene límites o estatus oficiales y se define de manera diferente por diferentes fuentes. Un estudio de 2007 de las regiones de Florida realizado por Ary Lamme y Raymond K. Oldakowski encontró que los floridanos encuestados identificaron el "sur de Florida" como las secciones más al sur de la península de Florida, es decir, desde Jupiter, Florida hacia el sur. Esa área incluye el área metropolitana de Miami (generalmente definida como los condados de Miami-Dade, Broward y Palm Beach), los Cayos de Florida y la región interior conocida como Glades. Además, el suroeste de Florida, que representa la Costa del golfo de Estados Unidos, ha surgido como una región vernácula direccional. Algunos encuestados del noroeste como el área de la Bahía de Tampa identificaron su región como en el sur de Florida en lugar del suroeste o el centro de Florida. Confundiendo aún más el asunto, la Universidad del Sur de Florida, nombrada en parte debido a su estatus como la universidad pública más austral del estado en el momento de su fundación en 1957, se encuentra en Tampa. Florida State Road 70 biseca aproximadamente el tercio sur de Florida de oeste a este.
Enterprise Florida, la agencia de desarrollo económico del Estado, identifica el "sureste de Florida" como una de las ocho regiones económicas utilizadas por la agencia y otras entidades estatales y externas, incluido el Departamento de Transporte de la Florida. Algunas entidades designan alternativamente esta región como "Sur de Florida". Su definición incluye gran parte del mismo territorio que el informe de Lamme y Oldakowski (excepto la Costa del Golfo y gran parte de la región interior de Glades), así como un área adicional. Incluye el condado de Monroe (los Cayos) y los tres condados metropolitanos de Miami-Dade, Broward y Palm Beach, así como los tres "Treasure Coast" condados de Río Indio, Santa Lucía y Martín al norte.

## Demografía
La demografía de los residentes del sur de Florida se puede segmentar de la siguiente manera:
| Población % | Lugar de nacimiento            |
| ----------- | ------------------------------ |
| 32.2%       | Estado de Florida              |
| 33.0%       | Fuera de EE. UU.               |
| 34.8%       | En otras partes de los EE. UU. |

Más del 87,2% de todos los extranjeros que residen en el sur de Florida provienen de América Latina.

## Ciudades

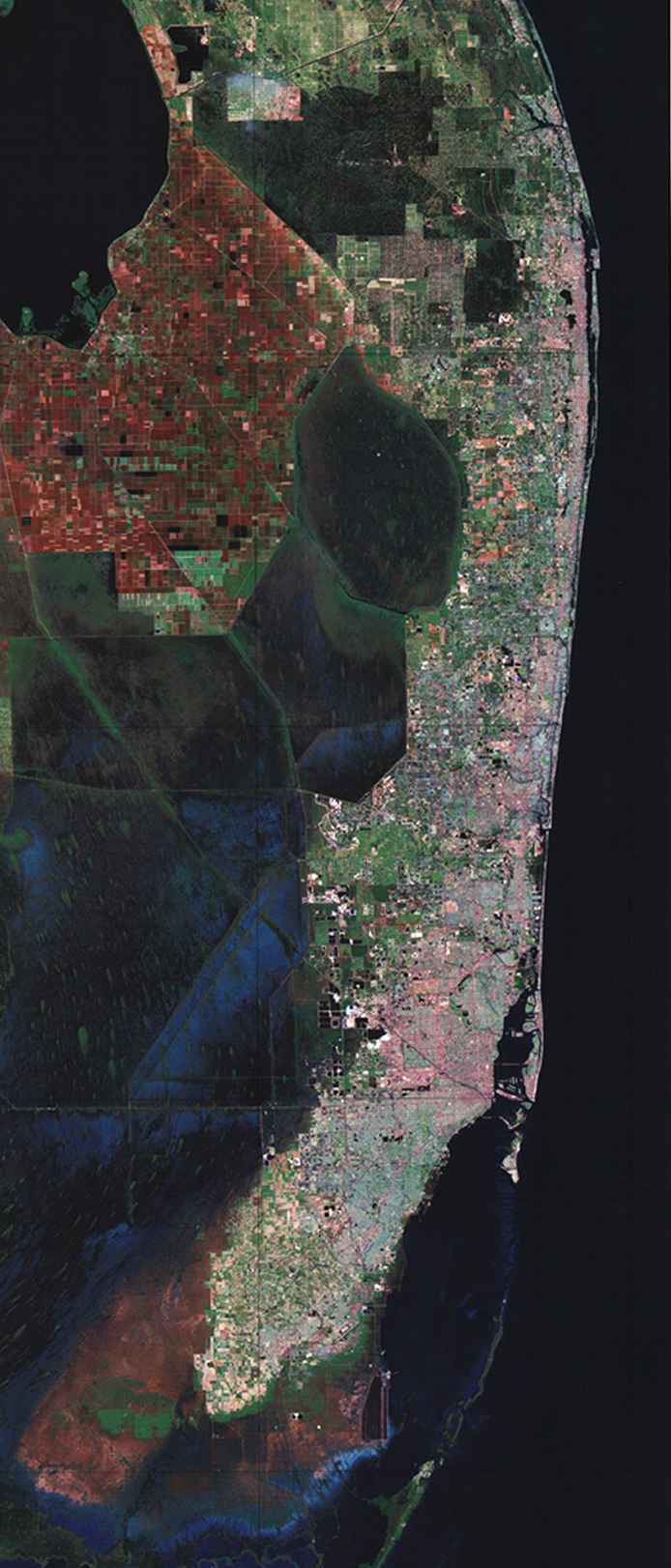
Imágen por satélite del Área Metropolitana de Miami.

Ciudades más grandes del sur de Florida por población:
| Ciudad          | población en 2010 | población en 2000 | Condado     |
| --------------- | ----------------- | ----------------- | ----------- |
| Miami           | 399,457           | 362,470           | Miami-Dade  |
| Hialeah         | 224,669           | 226,419           | Miami-Dade  |
| Fort Lauderdale | 165,521           | 152,397           | Broward     |
| Port St. Lucie  | 164,603           | 88,769            | Santa Lucía |
| Pembroke Pines  | 154,750           | 137,427           | Broward     |
| Hollywood       | 140,768           | 139,368           | Broward     |
| Miramar         | 122,041           | 72,739            | Broward     |
| Coral Springs   | 121,096           | 117,549           | Broward     |
| Miami Gardens   | 107,167           | 124,656           | Miami-Dade  |
| West Palm Beach | 99,919            | 82,103            | Palm Beach  |
| Pompano Beach   | 99,845            | 78,191            | Broward     |
| Davie           | 91,992            | 75,720            | Broward     |
| Miami Beach     | 87,779            | 87,933            | Miami-Dade  |
| Plantation      | 84,955            | 82,934            | Broward     |
| Sunrise         | 84,439            | 85,787            | Broward     |
| Boca Raton      | 84,392            | 74,764            | Palm Beach  |
| Deerfield Beach | 75,018            | 64,585            | Broward     |
| Boynton Beach   | 68,217            | 60,389            | Palm Beach  |
| Lauderhill      | 66,887            | 57,585            | Broward     |
| Weston          | 65,333            | 49,286            | Broward     |
| Delray Beach    | 60,522            | 60,020            | Palm Beach  |
| Homestead       | 60,512            | 31,909            | Miami-Dade  |
| Tamarac         | 60,427            | 55,588            | Broward     |
| North Miami     | 58,786            | 59,880            | Miami-Dade  |
| Wellington      | 56,508            | 38,216            | Palm Beach  |
| Jupiter         | 55,156            | 39,328            | Palm Beach  |
| Margate         | 53,284            | 53,909            | Broward     |
| Coconut Creek   | 52,909            | 43,566            | Broward     |

## Cultura

### Acento de Miami
El acento de Miami es un acento regional del dialecto del inglés estadounidense que se habla en el sur de Florida, particularmente en los condados de Miami-Dade, Broward, Palm Beach y Monroe . El acento nació en el centro de Miami, pero se ha expandido al resto del sur de Florida en las décadas desde la década de 1960. El acento de Miami prevalece más en la juventud del sur de Florida nacida en Estados Unidos.
El acento de Miami se basa en un acento estadounidense bastante estándar, pero con algunos cambios muy similares a los dialectos del Atlántico Medio (especialmente el dialecto del área de Nueva York, el inglés del norte de Nueva Jersey y el inglés latino de Nueva York). Dialectos norteamericanos y del noreste de Estados Unidos, el "acento de Miami" es rótico; también incorpora un ritmo y una pronunciación fuertemente influenciados por el español (donde el ritmo está sincronizado con la sílaba).

### Política

Faro Cape Florida, un faro en Cape Florida en el extremo sur de Key Biscayne en el condado de Miami-Dade, Florida. Construido en 1825.

Lamme y Oldakowski identifican varios elementos demográficos, políticos y culturales que caracterizan al sur de Florida y lo distinguen de otras áreas del estado. Muchas de sus diferencias parecen estar impulsadas por su nivel proporcionalmente más alto de migración desde los estados del norte de los Estados Unidos y desde el Caribe y América Latina, particularmente en el área densamente poblada de Miami. Políticamente, el sur de Florida es más liberal que el resto del estado. Si bien menos del 10% de las personas en el norte o el centro de Florida sentían que su área era liberal, más de un tercio de los floridanos del sur describieron su región como tal. El 38% caracterizó el área como conservadora; 26% como moderado. Esto se relaciona con la demografía del sur de Florida, y los hallazgos de Lamme y Oldakowski son paralelos a la investigación de Barney Warf y Cynthia Waddell sobre la geografía política de Florida durante las elecciones presidenciales de 2000. La economía del sur de Florida es muy similar a la de Florida central. En comparación con la economía más diversificada del norte de Florida, el turismo es, con mucho, la industria más importante del sur y el centro de Florida, con una industria agrícola mucho más pequeña pero vibrante.

### Cocina
La encuesta de Lamme y Oldakowski también encontró algunos indicadores culturales que distinguen al sur de Florida. El sur de Florida es la única región del estado donde los alimentos étnicos son tan populares como la cocina estadounidense en general. La cocina floribeña es una cocina de fusión que se desarrolló en el sur de Florida, con la influencia de las cocinas floridana, caribeña, asiática y latinoamericana. Además, aunque hubo poca variación geográfica para la mayoría de los estilos de música, hubo variación regional tanto para la música country como para la latina. Country fue significativamente menos popular en el sur de Florida que en el norte o centro de Florida, mientras que el latín fue más popular que en las otras regiones.

### Planificación urbana
El Centro Anthony J. Catanese para Soluciones Urbanas y Ambientales de la Universidad Atlántica de Florida observa el patrón de crecimiento inusual del sur de Florida. A diferencia de muchas áreas con ciudades centralizadas rodeadas de desarrollo, la mayor parte del sur de Florida es un área natural preservada y reservas agrícolas designadas, con el desarrollo restringido a una franja densa y estrecha a lo largo de la costa. El área desarrollada está altamente urbanizada y es cada vez más continua y descentralizada, sin ciudades centrales dominantes en particular. El centro proyecta que este patrón continuará en el futuro.

## Propuesta de partición

### Resolución

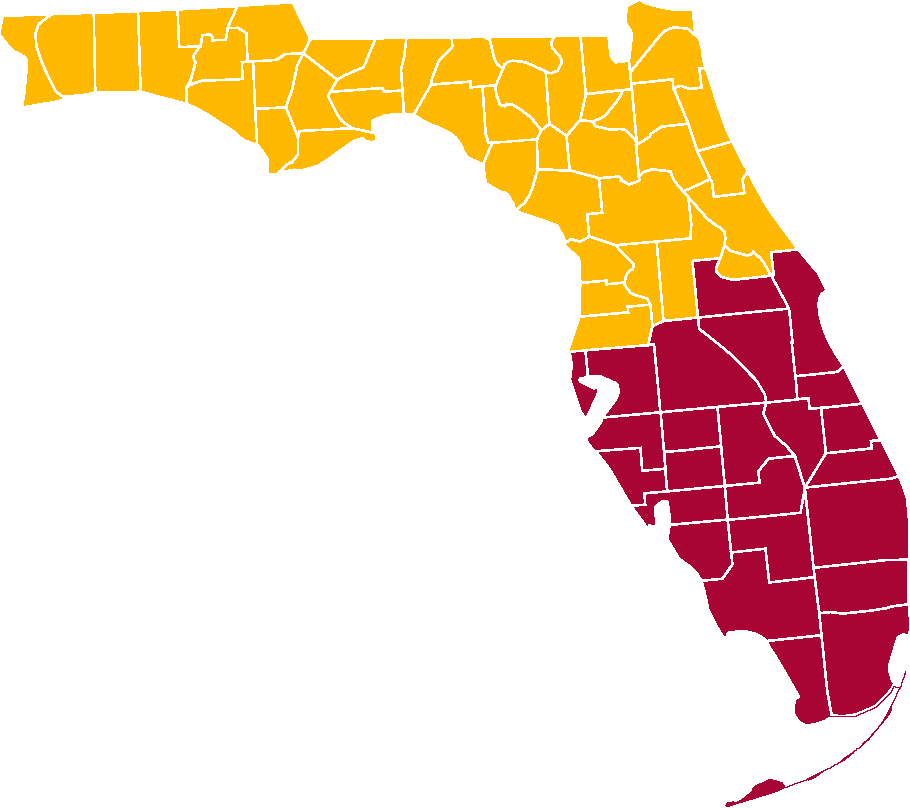
La partición de la Florida según lo propuesto por la Resolución Nº 203-14-14297 de la ciudad de South Miami.

El 7 de octubre de 2014, la ciudad de South Miami aprobó oficialmente una resolución (No. 203-14-14297) a favor de dividir el estado en dos para formar el Estado de Florida del Sur. El límite norte del nuevo Estado sería los condados de Brevard, Naranja, Polk, Hillsborough y Pinellas (aproximadamente la Bahía de Tampa y Orlando). En total, el Estado propuesto de "South Florida" incluiría 24 condados de la actual Florida. Los políticos de South Miami planean enviar la resolución a los órganos rectores de los 24 condados para su aprobación. Para que la secesión fuera válida, sin embargo, la medida requeriría la aprobación electorado de todo el Estado y la aprobación del Congreso.

### Territorio
Como su nombre lo indica, comprende la parte más meridional del estado. Es una de las tres regiones más comunes de Florida, las otras dos son la Florida Central y el norte de Florida. Incluye la populosa zona metropolitana de Miami, los Cayos de Florida, y otras localidades como Tampa. Serían unas 23.000 millas cuadradas (unos 59.569,73 km cuadrados, un 39% de la actual Florida).

### Población
Este hipotético nuevo estado estaría formado por 24 de los 67 condados que tiene Florida, suponiendo una población aproximada de 13,375,000 personas que serían equivalentes al 67% de la actual población de Florida.

### Economía
Representaría el 69% de la actual economía de Florida (un porcentaje superior al 67% de la población) que serían unos 15.250 millones de dólares. Este territorio tendría como fuentes económicas la industria espacial de Cabo Cañaveral, los estudios Universal, el parque de Disney y por supuesto el turismo (especialmente en Miami).